# Katarzyna Marciniak (filolog)
Katarzyna Marciniak (ur. 1978) –  polska badaczka antyku i jego recepcji, filololożka klasyczna, italianistka, profesor nauk humanistycznych. Jest dyrektorem Ośrodka Badań nad Tradycją Antyczną (OBTA) oraz kierownikiem The Cluster: The Past for the Present – the International Research and Educational Progamme na  Wydziale „Artes Liberales” Uniwersytetu Warszawskiego.

## Życiorys
Jest podwójnym magistrem: filologii klasycznej i italianistyki oraz absolwentką Międzywydziałowych Indywidualnych Studiów Humanistycznych na Uniwersytecie Warszawskim. Rozprawę doktorską, poświęconą przekładom Cycerona z greki na łacinę, napisała pod kierunkiem prof. dr hab. Jerzego Axera i obroniła summa cum laude na Wydziale Polonistyki UW w 2004 roku. Otrzymała za nią również Nagrodę Prezesa Rady Ministrów RP. Habilitację uzyskała w 2009, a tytuł naukowy profesora w 2019 roku. 
Odbyła staże naukowe na uczelniach w Niemczech, Austrii i we Włoszech w ramach stypendium Fundacji Alexandra von Humboldta, Fundacji Lanckorońskich i Rządu Włoskiego. W roku 2012 została wybrana do Akademii Młodych Uczonych PAN (kadencja 2012–2017). Przed dwie kadencje (2014–2020) pełniła funkcję Ambasadora Naukowego Fundacji Alexandra von Humboldta w Polsce. Była prodziekanem ds. rozwoju współpracy międzynarodowej Wydziału „Artes Liberales” UW (kadencje 2016–2020 oraz 2020–2024).
W 2011 roku stworzyła międzynarodowy program badawczy nad recepcją antyku w kulturze dziecięcej i młodzieżowej – „Our Mythical Childhood” („Nasze Mityczne Dzieciństwo”), na który uzyskała grant fundacji Loeb Classical Library, nagrodę Humboldt Alumni Award for Innovative Networking Initiatives i – po raz pierwszy w dziedzinie humanistyki w Polsce – Consolidator Grant oraz Proof of Concept Europejskiej Rady ds. Badań Naukowych (ERC).
Jest laureatką m.in. Nagrody Naukowej „Polityki” (2012), stypendium MNiSW dla wybitnych młodych naukowców (2010–2013) i Stypendium krajowego dla młodych naukowców Fundacji na rzecz Nauki Polskiej (2005). Kapituła przy Radzie Języka Polskiego PAN przyznała jej tytuł „Młodego Ambasadora Polszczyzny” (2013). 
Zajmuje się popularyzacją antyku. Jest autorką trylogii dla młodych czytelników Moja pierwsza mitologia (dotychczas ukazały się dwa tomy, trzeci w przygotowaniu). Dla starszych czytelników napisała książkę Mitologia grecka i rzymska. Spotkania ponad czasem (wyd. II rozszerzone Wydawnictwo Naukowe PWN 2018), za którą otrzymała Nagrodę Klio II stopnia w kategorii autorskiej (wyd. I, 2010).
Pisze wiersze dla dzieci. Za tomik „Alfabet wśród zwierząt” otrzymała nominację w konkursie „Książka Roku 2016” polskiej sekcji IBBY.

## Publikacje
Jest autorką publikacji:

### Monografie
- Katarzyna Marciniak, Mitologia grecka i rzymska. Spotkania ponad czasem, Wydawnictwo Naukowe PWN, Warszawa 2018 (wyd. II rozszerzone książki z 2010 r. wyróżnionej Nagrodą Klio II stopnia),
- Katarzyna Marciniak, Pro Cicerone poeta: Poezja Marka Tulliusza Cycerona na przestrzeni stuleci, IBI AL, Warszawa 2008,
- Katarzyna Marciniak, Cicero vortit barbare. Przekłady mówcy jako narzędzie manipulacji ideologicznej, seria „Wokół literatury”, słowo / obraz terytoria, Gdańsk 2008.

### Redakcje naukowe (wybór)
- Katarzyna Marciniak, red., Our Mythical Hope: The Ancient Myths as Medicine for the Hardships of Life in Children’s and Young Adults’ Culture, seria „Our Mythical Childhood”, Warsaw University Press, Warsaw 2021,
- Jerzy Axer i Katarzyna Marciniak, red., Cicero, Society, and the Idea of Artes Liberales: Congress Proceedings, Ciceroniana On Line: A Journal of Roman Thought IV, 2 (2020), Société Internationale des Amis de Cicéron–Centro di Studi Ciceroniani, Paris–Roma,
- Katarzyna Marciniak, red., Chasing Mythical Beasts: The Reception of Ancient Monsters in Children’s and Young Adults’ Culture, seria „Studien zur europäischen Kinder- und Jugendliteratur Jugendliteratur / Studies in European Children’s and Young Adult Literature”, Universitätsverlag Winter, Heidelberg 2020,
- Katarzyna Marciniak, red., Our Mythical Childhood… The Classics and Literature for Children and Young Adults, seria „Metaforms: Studies in the Reception of Classical Antiquity”, Brill, Leiden–Boston 2016,
- Katarzyna Marciniak i Elżbieta Olechowska, red., De amicitia: Transdisciplinary Studies in Friendship, seria „OBTA Studies in Classical Reception”, OBTA, Faculty of “Artes Liberales” UW, Warsaw 2016,
- Katarzyna Marciniak, koncepcja i redakcja naukowa, Antyk i my, seria „OBTA Studies in Classical Reception”, Wydział „Artes Liberales” UW, Warszawa 2013,
- Katarzyna Marciniak, red., Antiquity and We [wersja angielska powyższego tomu], seria „OBTA Studies in Classical Reception”, Faculty of “Artes Liberales”, University of Warsaw, Warsaw 2013,
- Katarzyna Marciniak, Elżbieta Olechowska, Joanna Kłos, Michał Kucharski, red., Polish Literature for Children & Young Adults Inspired by Classical Antiquity. A Catalogue, Faculty of “Artes Liberales”, University of Warsaw, Warsaw 2013,
- Katarzyna Marciniak, red., Birthday Beasts’ Book. Where Human Roads Cross Animal Trails… Cultural Studies in Honour of Jerzy Axer, IBI “Artes Liberales”–“Wilczyska”, Warsaw: 2011.

### Artykuły i rozdziały w książkach (wybór)
- Katarzyna Marciniak, „Classical Monsters in Children’s and Young Adult Literature”, w: Debbie Felton, red., The Oxford Handbook of Monsters in Classical Myth, Oxford University Press, Oxford 2024,
- Katarzyna Marciniak, „Der Trojanische Käse, oder: Ökologiedidaxe und die antiken Mythen in Luis Sepúlvedas Roman Wie Kater Zorbas der kleinen Möwe das Fliegen beibrachte und in seiner Filmadaptation von Enzo D’Alò”, w: Markus Janka, Raimund Fichtel i Berkan Sariaydin, red., Mythen multimedial: Modernste Antike in der Gegenwartskultur, J.B. Metzler, Berlin–Heidelberg 2024,
- Katarzyna Marciniak, „Make Peace, Not (the Trojan) War: Transformation and Continuity in the Mirror of the Myth of Troy – with a Focus on Polish Children’s Literature”, w: Bettina Kümmerling-Meibauer i Farriba Schulz, red., Political Changes and Transformations in Twentieth- and Twenty-first Century Children’s Literature, seria „Studien zur europäischen Kinder- und Jugendliteratur / Studies in European Children’s and Young Adult Literature”, Universitätsverlag Winter, Heidelberg 2023,
- Katarzyna Marciniak, „Du Rubicon à la chambre d’enfants ou à la réception de l’expression Alea iacta est dans la culture des jeunes”, w: Véronique Dasen i Marco Vespa, red., Play and Games in Antiquity: Definition, Transmission, Reception/Jouer dans l’Antiquité: Définition, Transmission, Réception, seria „Jeu/Play/Spiel”, Presses Universitaires de Liège, Liège 2021,
- Katarzyna Marciniak, „What Is Mythical Hope in Children’s and Young Adults’ Culture? – or: Sharing the Light”, w: Katarzyna Marciniak, red., Our Mythical Hope: The Ancient Myths as Medicine for the Hardships of Life in Children’s and Young Adults’ Culture, seria „Our Mythical Childhood”, University of Warsaw Press, Warsaw 2021,
- Katarzyna Marciniak, „I Found Hope Again That Night…: The Orphean Quest of Beauty and the Beast”, w: Katarzyna Marciniak, red., Our Mythical Hope: The Ancient Myths as Medicine for the Hardships of Life in Children’s and Young Adults’ Culture, seria „Our Mythical Childhood”, University of Warsaw Press, Warsaw 2021,
- Katarzyna Marciniak, „Lekcje latania, czyli ekologia interdyscyplinarności w programie Our Mythical Childhood”, w: Jerzy Axer i Marek Konarzewski, red., Ekologia interdyscyplinarności, Wydawnictwa Uniwersytetu Warszawskiego, Warszawa 2021,
- Katarzyna Marciniak, „Cum tacet, vertit: Cicerone traduttore dal greco al latino (in cinque puntate poetiche)”, w: Giovanna Alvoni, Roberto Batisti i Stefano Colangelo, red., Figure dell’altro. Identità, alterità, stranierità, Eikasmós: Quaderni Bolognesi di Filologia Classica. Studi Online 3, Pàtron Editore, Bologna 2020,
- Katarzyna Marciniak, „Geschichte und Gesellschaft”, w: Melanie Möller, ed., Ovid-Handbuch. Leben–Werk–Wirkung, seria „Die Metzler Personen-Handbücher”, Metzler, Stuttgart 2020,
- Katarzyna Marciniak, „Mythos/Mythologie”, w: Melanie Möller, red., Ovid-Handbuch. Leben–Werk–Wirkung, seria „Die Metzler Personen-Handbücher”, Metzler, Stuttgart 2020,
- Katarzyna Marciniak i Barbara Strycharczyk, „Macte animo! – or, The Polish Experiment with ‘Classics Profiles’ in Secondary School Education: The Warsaw Example”, w: Lisa Maurice, red., Our Mythical Education: The Reception of Classical Myth Worldwide in Formal Education, 1900–2020, seria „Our Mythical Childhood”, Warsaw University Press, Warsaw,
- Katarzyna Marciniak, „What Is a (Classical) Monster? The Metamorphoses of the Be(a)st Friends of Childhood”, w: Katarzyna Marciniak, red., Chasing Mythical Beasts: The Reception of the Ancient Monsters in Children’s and Young Adults’ Culture, seria „Studien zur europäischen Kinder- und Jugendliteratur Jugendliteratur / Studies in European Children’s and Young Adult Literature”, Universitätsverlag Winter, Heidelberg 2020,
- Katarzyna Marciniak, „Chasing Mythical Muppets: Classical Antiquity according to Jim Henson”, w: Katarzyna Marciniak, red., Chasing Mythical Beasts: The Reception of the Ancient Monsters in Children’s and Young Adults’ Culture, seria „Studien zur europäischen Kinder- und Jugendliteratur Jugendliteratur / Studies in European Children’s and Young Adult Literature”, Universitätsverlag Winter, Heidelberg 2020,
- Katarzyna Marciniak, „Tam, ale nie z powrotem. Pinokio Carla Collodiego i Dziwoląg Potężny Rodmana Philbricka o nieodwracalności metamorfozy”, w: Anna Mik, Marta Niewieczerzał, Ewelina Rąbkowska i Grzegorz Leszczyński, red., O czym mówią rzeczy? Świat przedmiotów w literaturze dziecięcej i młodzieżowej, Wydawnictwo Naukowe i Edukacyjne SBP, Warszawa 2019,
- Katarzyna Marciniak, „Cicerone – il più grande dei poeti”, Ciceroniana On Line: A Journal of Roman Thought II, 1 (2018),
- Katarzyna Marciniak, „Et in Arcadia Ferdinand: The Mythical Victory of an Extraordinary Bull”, w: Jan Stanisław Ciechanowski i Cristina González Caizán, red., Spain–India–Russia: Centres, Borderlands, and Peripheries of Civilisations. Anniversary Book Dedicated to Professor Jan Kieniewicz on His 80th Birthday, Faculty of “Artes Liberales” of the University of Warsaw–Wydawnictwo Naukowe Sub Lupa, Warsaw 2018,
- Katarzyna Marciniak, „Cicero für Kinder, oder: Wie man Erbsen züchtet”, w: Markus Janka i Michael Stierstorfer, red., Verjüngte Antike: Griechisch-römische Mythologie und Historie in zeitgenössischen Kinder- und Jugendmedien, seria „Studien zur europäischen Kinder- und Jugendliteratur Jugendliteratur / Studies in European Children’s and Young Adult Literature”, Universitätsverlag Winter, Heidelberg 2017,
- Katarzyna Marciniak, „What Is a Classic… for Children and Young Adults?”, w: Katarzyna Marciniak, red., Our Mythical Childhood… The Classics and Literature for Children and Young Adults, seria „Metaforms: Studies in the Reception of Classical Antiquity”, Brill, Leiden–Boston 2016,
- Katarzyna Marciniak, „Create Your Own Mythology: Youngsters for Youngsters (and Oldsters) in the Mythological Fan Fiction”, w: Katarzyna Marciniak, red., Our Mythical Childhood… The Classics and Literature for Children and Young Adults, seria „Metaforms: Studies in the Reception of Classical Antiquity”, Brill, Leiden–Boston 2016,
- Katarzyna Marciniak, „Veni, vidi, verti: Jacek Bocheński’s Games with Censorship”, w: David Movrin and Elżbieta Olechowska, red., Classics and Class. Teaching Greek and Latin behind the Iron Curtain, Faculty of Arts, University of Ljubljana–OBTA, Faculty of “Artes Liberales” UW, Ljubljana–Warsaw 2016,
- Katarzyna Marciniak, „(De)constructing Arcadia: Polish Struggles with History and Differing Colours of Childhood in the Mirror of Classical Mythology”, w: Lisa Maurice, red., The Reception of Ancient Greece and Rome in Children’s Literature: Heroes and Eagles, seria „Metaforms: Studies in the Reception of Classical Antiquity”, Brill, Leiden–Boston 2015,
- Katarzyna Marciniak, „Ciceroʼs Lame Pegasus: Humanists and Classicists on the Poetic Experiments of the Master of Rhetoric”, thersites. Journal for Transcultural Presences and Diachronic Identities from Antiquity to Date (numer specjalny pod red. Christine Walde, Stereotyped Thinking in Classics. Literary Ages and Genres Re-Considered) 2 (2015).

### Książki dla dzieci
- Katarzyna Marciniak, Moja pierwsza mitologia. Księga pierwsza: Dzieciństwo bogów i ludzi. Przygody herosów, Wydawnictwo Naukowe PWN, Warszawa 2021,
- Katarzyna Marciniak, Moja pierwsza mitologia. Księga druga: Przemiany. Bestiariusz. W Królestwie Hadesa, Wydawnictwo Naukowe PWN, Warszawa 2021,
- Katarzyna Marciniak, Alfabet wśród zwierząt, Wilga, Warszawa 2015 (Nominacja do „Książki Roku 2016” Polskiej Sekcji IBBY).

### Audiobooki
- Katarzyna Marciniak, Moja pierwsza mitologia. Księga pierwsza, czyta Maciej Więckowski, Wydawnictwo Heraclon International, Warszawa 2017,
- Katarzyna Marciniak, Moja pierwsza mitologia. Księga druga, czyta Maciej Więckowski, Wydawnictwo Heraclon International, Warszawa 2017.

## Nagrody i wyróżnienia
- Nagroda Prezesa Rady Ministrów RP za rozprawę doktorską
- Nagroda Klio II stopnia w kategorii autorskiej za książkę Mitologia grecka i rzymska. Bohaterowie ponad czasem (2011)[12]
- Nagroda Naukowa „Polityki” w kategorii Nauki Humanistyczne (2012)[13]
- tytuł Młodego Ambasadora Polszczyzny (2013)[14]
- Medal 200-lecia Uniwersytetu Warszawskiego (2016)

## Stypendia
Uzyskała stypendia:
- stypendium Fundacji na rzecz Nauki Polskiej (2005)
- stypendium Fundacji Lanckorońskich (Universität Wien 2005)
- stypendium Fundacji Alexandra von Humboldta (staż podoktorski, Freie Universität Berlin 2006–2007, stypendium powrotowe 2008–2009)
- stypendium Ministra Nauki i Szkolnictwa Wyższego dla wybitnych młodych naukowców (2011–2013)
- stypendium Fundacji Instytut Artes Liberales